# Vampire Academy: Blutsschwestern
Blutsschwestern (Originaltitel: Vampire Academy) ist das erste Buch der Vampire-Academy-Reihe der US-amerikanischen Autorin Richelle Mead. Das Buch wurde am 16. August 2007 beim Razorbill-Verlag veröffentlicht. Die deutsche Übersetzung von Michaela Link erschien am 15. Januar 2009 beim LYX-Verlag.

## Inhalt
Es gibt zwei Arten von Vampiren. Die bösartigen, untoten Strigoi und die sterblichen, zivilisierten Moroi. Man kann auf zwei Weisen zum Strigoi werden. Entweder wird man durch den Biss eines Strigoi gewaltsam dazu gemacht, oder man entscheidet sich als Moroi freiwillig dazu und tötet absichtlich beim Trinken einen Menschen. Auch Moroi brauchen Blut, doch im Gegensatz zu Strigoi töten sie die Menschen, deren Blut sie trinken gewöhnlich nicht. Sie beschäftigen Spender, Menschen, die sich freiwillig von Moroi beißen lassen, da der Biss Endorphine im Körper des Spenders freisetzt. Die Moroi haben ihre eigene Regierung, eine Monarchie mit zwölf königlichen Familien und einem König, der aus den königlichen Familien gewählt wird. Das älteste Mitglied seiner jeweiligen Dynastie erhält immer den Titel „Prinz“ oder „Prinzessin“. Und dann gibt es noch Dhampire, halb Mensch, halb Moroi. Sie trinken kein Blut. Dhampire können sich ausschließlich mit Moroi fortpflanzen. Daher lassen sie sich an den Akademien zu Wächtern ausbilden und schützen die Moroi vor Angriffen der Strigoi, um das Überleben ihrer Rasse zu sichern. Für weibliche Dhampire gibt es aber noch einen anderen Erwerbszweig: Prostitution. Bluthuren schlafen gegen Bezahlung mit Moroi und lassen diese dabei ihr Blut trinken, was als so ziemlich das schmutzigste und verabscheuungswürdigste gilt, was sie tun könnten. Dennoch ergreifen immer mehr Dhampire diesen Beruf, wodurch die Zahl der weiblichen Wächter stark zurückgeht.
Vasilisa „Lissa“ Dragomir ist eine Moroi-Prinzessin und die letzte ihrer Familie, weshalb ihr Schutz besonders wichtig ist. Ihre beste Freundin Rosemary „Rose“ Hathaway, Dhampir und Wächternovize, ist immer für sie da und übernimmt eine Beschützerrolle. Zwischen den beiden existiert ein geheimnisvolles Band, durch das Rose Lissas Gedanken lesen und ihre Gefühle spüren kann. Rose ist „schattengeküsst“, das bedeutet, dass sie von einem Geistbenutzer (in dem Fall Lissa, weshalb auch das Band zwischen ihnen besteht) aus dem Reich der Toten zurückgeholt wurde. Nach einigen merkwürdigen Vorfällen an der Vampir-Akademie laufen die beiden weg und schlagen sich allein durch. Nach zwei Jahren auf der Flucht werden sie schließlich gefasst und zurück zur Akademie gebracht. Da Rose mit ihrem Training weit zurück ist, bekommt sie den gut aussehenden Wächter Dimitri Belikov als Mentor, in den sie sich verliebt. Die merkwürdigen Ereignisse an der Akademie nehmen kein Ende und schließlich wird Lissa entführt. Mit Hilfe ihres Bandes kann Rose Lissa ausfindig machen und vor einem schrecklichen Schicksal bewahren. Rose erfährt, dass Dimitri ihre Liebe erwidert, doch sie können nicht zusammen sein wegen des Altersunterschieds und weil sie später beide Lissas Wächter sein werden.

## Entstehung und Veröffentlichung
Richelle Mead begann mit dem Schreiben des Romans Anfang 2006. Ihr Vertreter schlug ihr vor, einen Vampir-Jugendroman zu schreiben. Bis dahin hatte Richelle nur im Bereich paranormale/übernatürliche Romanzen geschrieben, aber nie für ein jugendliches Publikum.
Der Hauptcharakter des Romans sollte kein Vampir sein, sondern ein Mensch, der mit Vampiren zu tun hat. In der Geschichte gab es zwei Jugendliche, einen Jungen und ein Mädchen. Mead erwähnt in ihrem Blog, dass die beiden nach einer alten Familientradition verheiratet werden sollten und sich zu Beginn des Buches zum ersten Mal trafen. Einer von beiden war in Gefahr und der andere übernahm eine Beschützerrolle. Sie könne sich aber nicht mehr daran erinnern, wer wen beschützte oder wer von beiden der Vampir war.
Die Geschichte wurde im Verlauf des Jahres mehrfach geändert. Mead gab das Schreiben sogar für eine Weile auf und begann mit einem anderen Buch, das ihr leichter fiel. Es erhielt den Titel Sturmtochter (Originaltitel: Storm Born). Nachdem sie das Manuskript von Blutsschwestern für sechs Monate beiseitegelegt hatte, beschloss sie, es noch einmal zu versuchen. Sie entschied sich, in der ersten Person zu schreiben und verschiedene Nebenhandlungen zu streichen, um sich auf Rose, Lissa und Dimitri konzentrieren zu können. Außerdem wurde Rose zu einem Dhampir.
Die Vampire Academy Bücher wurden im Vereinigten Königreich, Australien, Deutschland, Schweden, Spanien, Russland, Polen, Slowenien, Brasilien, Türkei, Ungarn und Österreich veröffentlicht.

## Titel in anderen Sprachen
- Englisch: Vampire Academy
- Italienisch: L’Accademia dei Vampiri
- Portugiesisch: Academia de Vampiros: O beijo das sombras
- Russisch: Академия Bампиров
- Schwedisch: Törst
- Slowenisch: Vampirska akademija
- Türkisch: Vampir Akademisi
- Ungarisch Vámpírakadémia
- Polnisch: Akademia Wampirów

## Verfilmung
Kinofilm
Am 7. Februar 2014 kam unter dem Titel Vampire Academy eine Verfilmung des Buches in die Kinos. Die Hauptrollen der Vasilisa „Lissa“ Dragomir und ihrer Freundin Rosemary „Rose“ Hathaway spielten Lucy Fry und Zoey Deutch.
Fernsehserie
Im Mai 2021 gab der Streaminganbieter Peacock mit Vampire Academy eine Fernsehserie zum Buch in Auftrag. Die Fernsehserie, die von Julie Plec und Marguerite MacIntyre produziert wurde, kam auf zehn Folgen, die von September bis Oktober 2022 erstausgestrahlt wurden. Hauptrollen hatten unter anderem Sisi Stringer als „Rose“ Hathaway, Daniela Nieves als „Lissa“ Dragomir und J. August Richards als Victor Dashkov.